# Wissel (Duitsland)

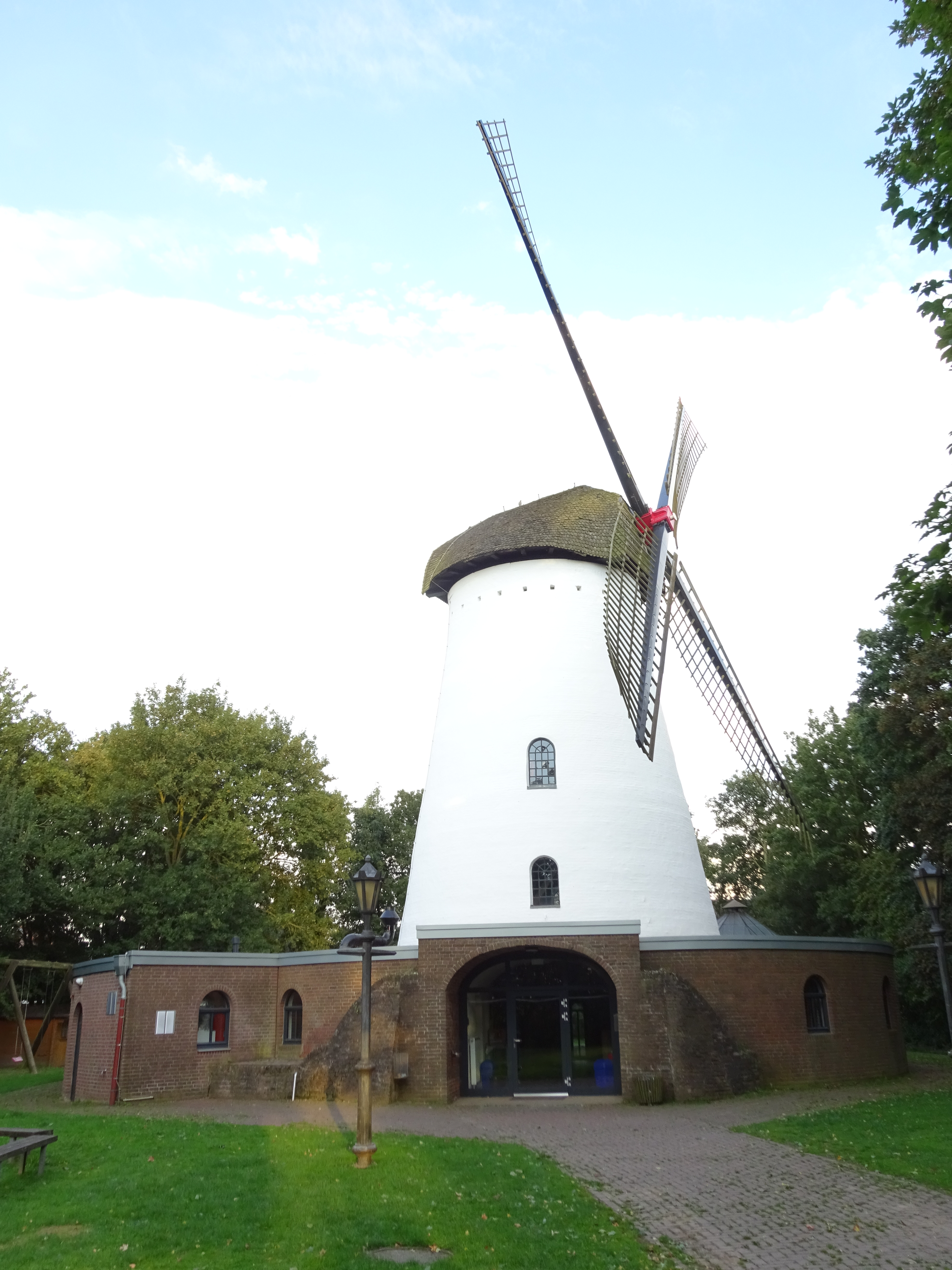
Wisseler Mühle

Wissel is een plaats in Duitsland behorend tot de gemeente Kalkar in de Nederrijnregio. Het dorp heeft ongeveer 2030 inwoners (2005).

## Geschiedenis, cultuur en recreatie
Wissel is omgeven door een historische ringdijk, die tot de aanleg van de betrouwbare dijken langs de Rijn diende ter bescherming van de bebouwde kom. De bebouwde kom kenmerkt zich door een losse structuur, waar de her en der gebouwde traditionele agrarische woningen tegenwoordig worden afgewisseld met vrijstaande nieuwbouwwoningen. In de omgeving van Wissel werd vroeger veel tabak verbouwd. Er is een beschermd natuurgebied, de Wisseler Dünen, waar voorheen ook een start- en landingsbaan voor zweefvliegtuigen was.
Door zandwinning zijn rondom de plaats een drietal grote plassen ontstaan, waarvan er een voor zwem- en watersport is aangepast. Aan deze recreatieplas, de Wisseler See, ligt een camping met een vakantiepark met plek voor circa achthonderd caravans. In 2007 werd dit park uitgebreid met 27.000 vierkante meter voor nieuwbouw van vakantiehuizen. Wissel is daarmee een geliefd uitvluchtsoord voor stedelingen uit het Ruhrgebied.
Er is in Wissel sinds 1998 een ruitercentrum, dat werd gerealiseerd met een overheidssubsidie die de gemeente Kalkar kreeg, toen de verwachte inkomsten uit de kweekreactor Kalkar uitbleven, doordat de kerncentrale nooit in gebruik genomen werd. De subsidie werd ook gebruikt voor het uitbreiden van het vakantiepark en het aanleggen van fietspaden, bijvoorbeeld in de richting van het nabijgelegen Slot Moyland.

## Stichtskerk St. Clemens
De in tufsteen opgetrokken voormalige stichtskerk St. Clemens heeft een lange geschiedenis; er bevindt zich een doopvont in romaanse stijl uit de 12e eeuw die is gemaakt van Bentheimer zandsteen. De kerk met het omliggende kerkhof worden omsloten door de in een vierkant verlopende Köstersdick waaraan onder andere de voormalige pastorie en het Stiftsmuseum Wissel zich bevinden.

## Bezienswaardigheden
- Sint-Clemenskerk, centraal gelegen stiftkerk met dubbele torens en begraafplaats rondom
- Stiftsmuseum, een klein museum, dat enkele uren per week geopend is
- Huis Kemnade, voormalige waterburcht
- Wisseler Dünen, natuurgebied met duinen; schrale zandgrond flora en -fauna
- Wisseler Mühle, de Wisseler Mühle biedt huisvesting aan een kleine jeugdherberg
- Wisseler See, recreatieplas met camping en bungalowpark

## Bylerward en Wisselward
Ten noordwesten van Wissel ligt de voor agrarische doelen gebruikte polder Bylerward. Ten oosten van Wissel ligt aan de Rijn de grotendeels ten behoeve van zandwinning uitgegraven polder Wisselward met de Wisseler Dünen en de Wisseler See.

## Afbeeldingen

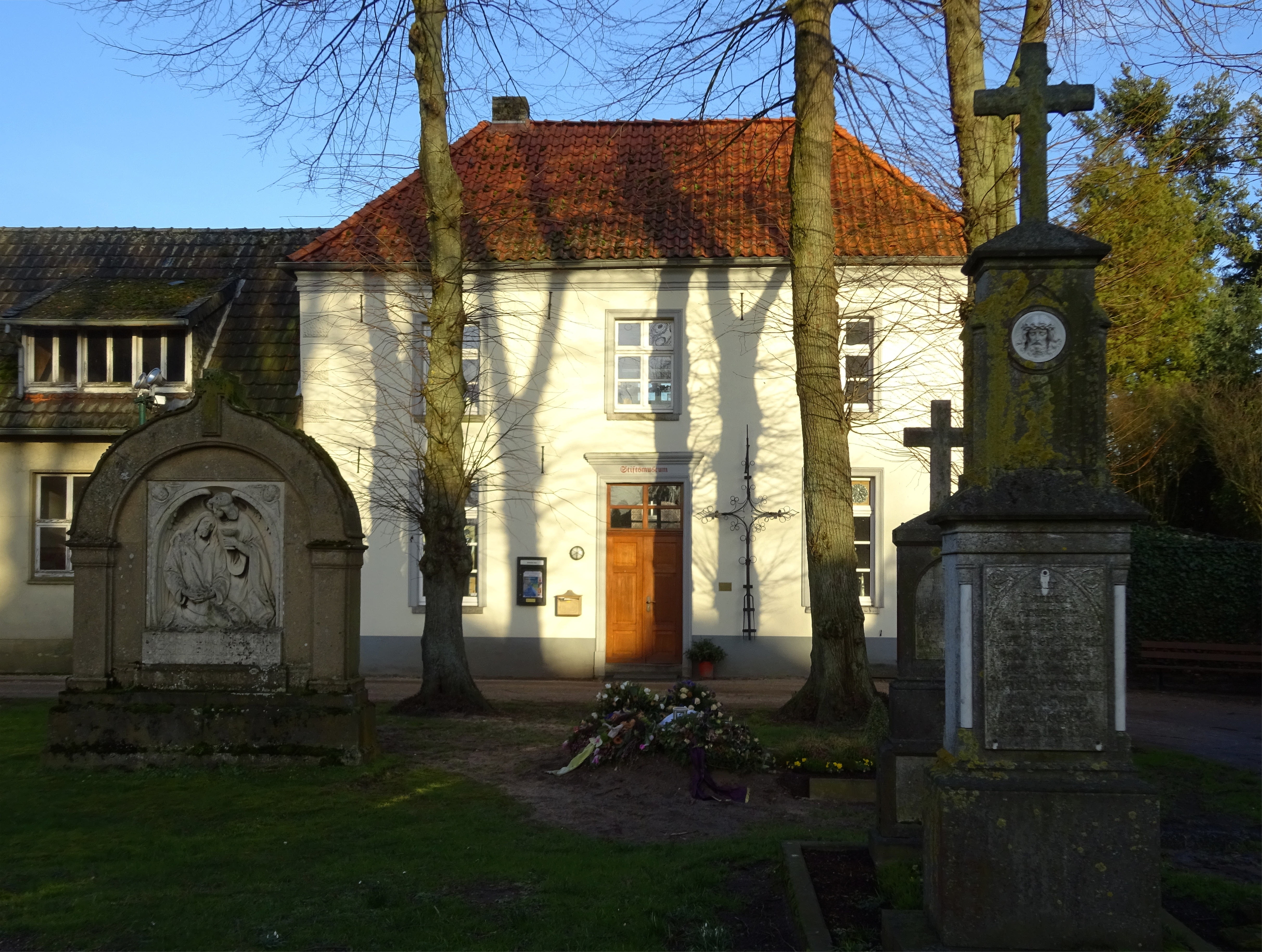
Stiftmuseum
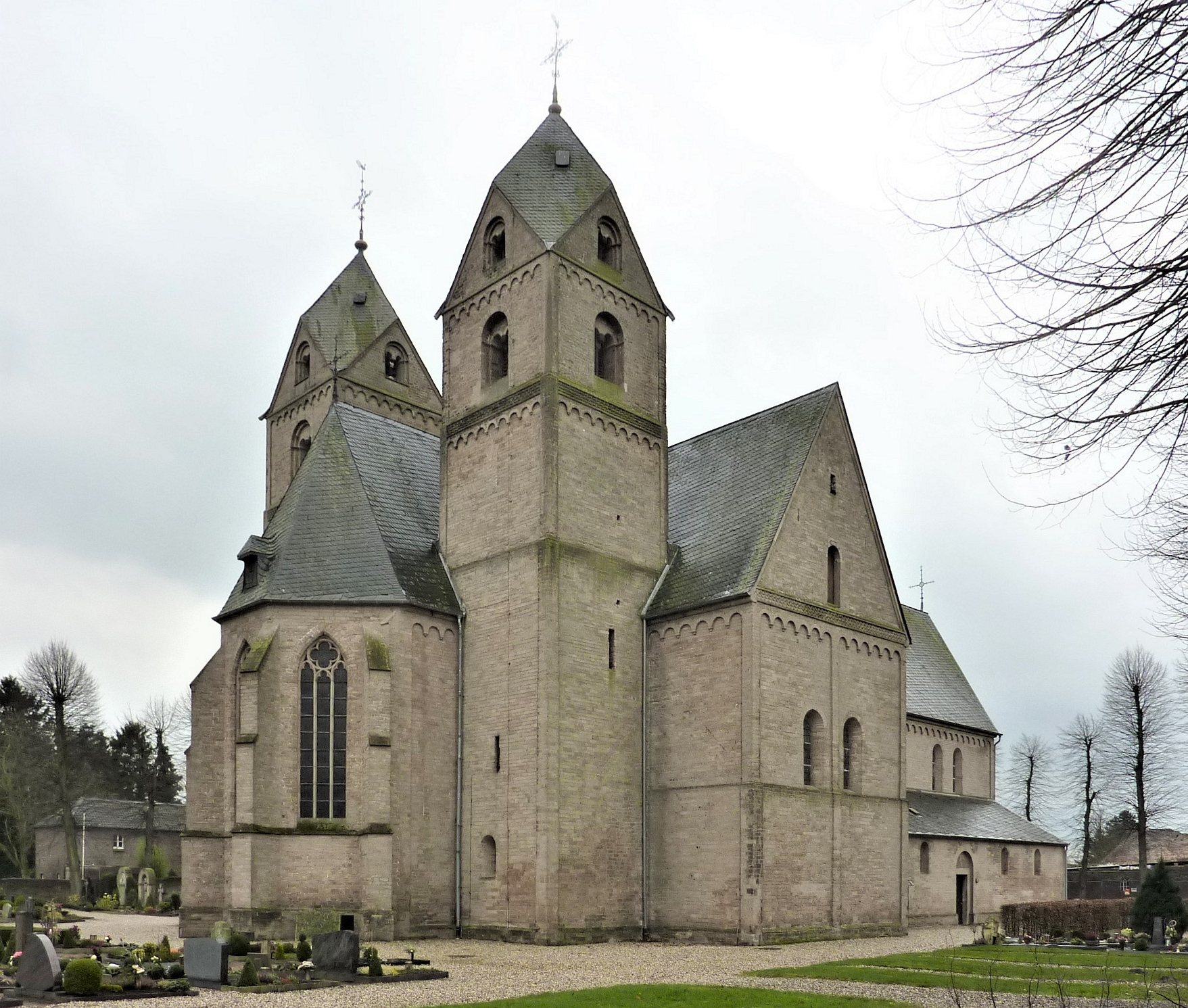
Sint-Clemenskerk
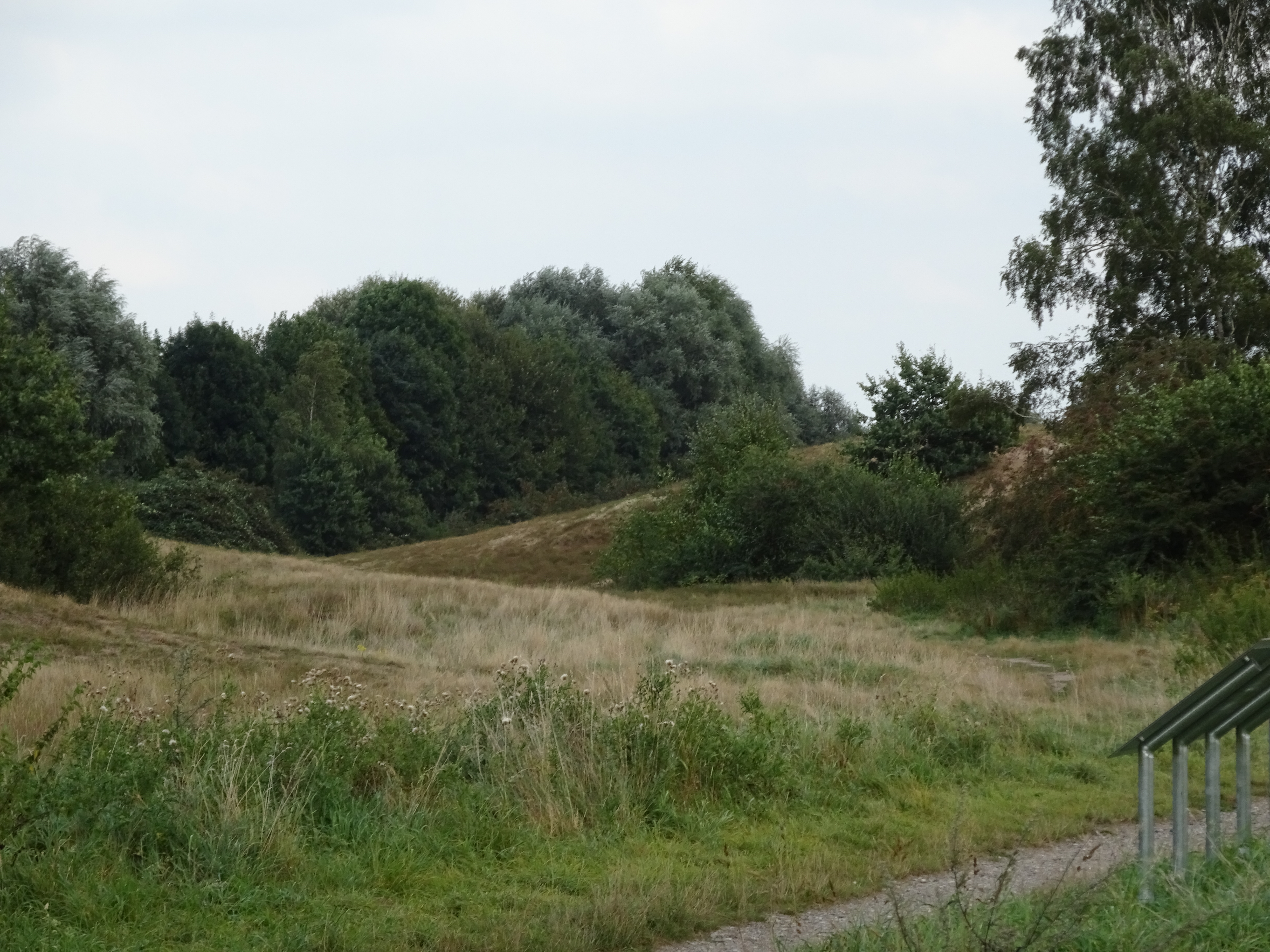
Wisseler Dünen
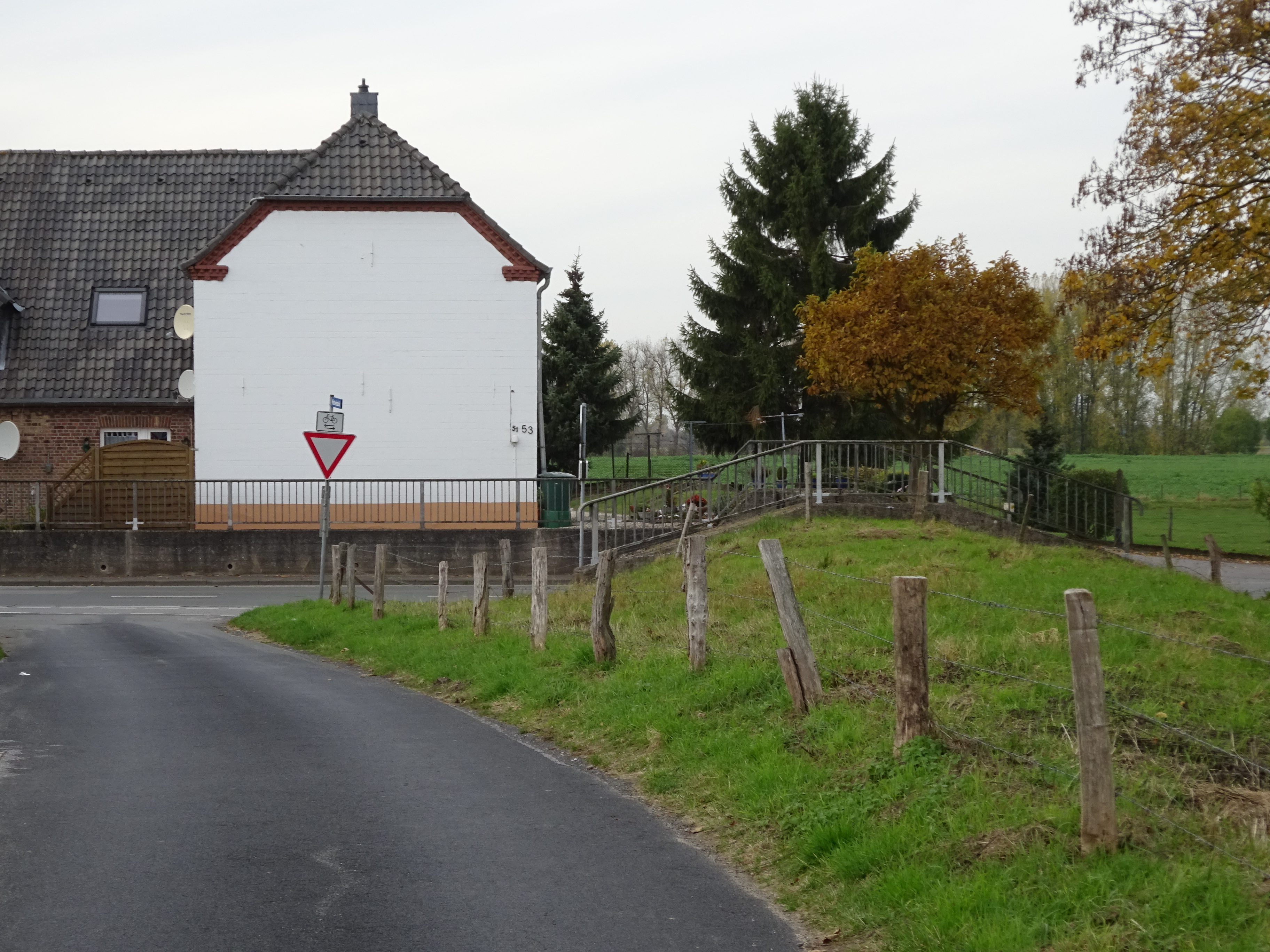
Huis aan de ringdijk